# 19-й Конгресс США
Девятна́дцатый Конгре́сс США — заседание Конгресса США, действовавшее в Вашингтоне с 4 марта 1825 года по 4 марта 1827 года в период первых двух лет президентства Джона Куинси Адамса. Сенат имел демократическое большинство, которое выступало за Эндрю Джексона, в то время как Палата представителей — национально-республиканское, состоящее из противников Джексона. Распределение мест в Палате представителей было основано на четвёртой переписи населения Соединённых Штатов в 1820 году.

## Важные события
- 4 марта 1825 года — Джон Куинси Адамс вступил в должность президента США
- 26 октября 1825 года — открытие канала Эри
- 7 ноября 1825 года — подписание Сент-Луисского договора, в ходе чего 1400 индейцев племени Шауни были переселены из Миссури в Канзас
- 12 ноября 1825 года — Нью-Эхота назначена столицей племени чероки
- 1 апреля 1826 года — Сэмюэл Мори патентует двигатель внутреннего сгорания
- 4 июля 1826 года — смерть Джона Адамса и Томаса Джефферсона в пятидесятую годовщину принятия Декларации независимости
- 21 декабря 1826 года — Фредонский мятеж

## Членство

### Сенат
| Начало | 45 | 3 | 25 | 20 |
| Конец  | 48 | 0 | 26 | 22 |

### Палата представителей
| Начало | 213 | 0 | 107 | 106 |
| Конец  | 213 | 0 | 109 | 104 |